# Лядвенец рогатый
Ля́двенец рога́тый (лат. Lótus corniculátus) — вид многолетних травянистых растений рода Лядвенец (Lotus) семейства Бобовые (Fabaceae). Ценное кормовое растение.

## Ботаническое описание

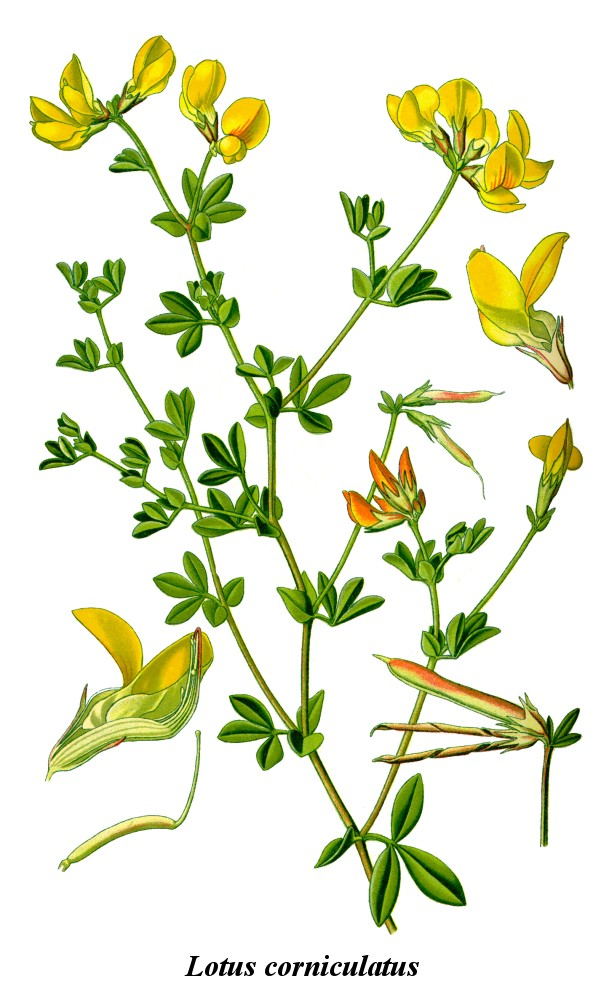

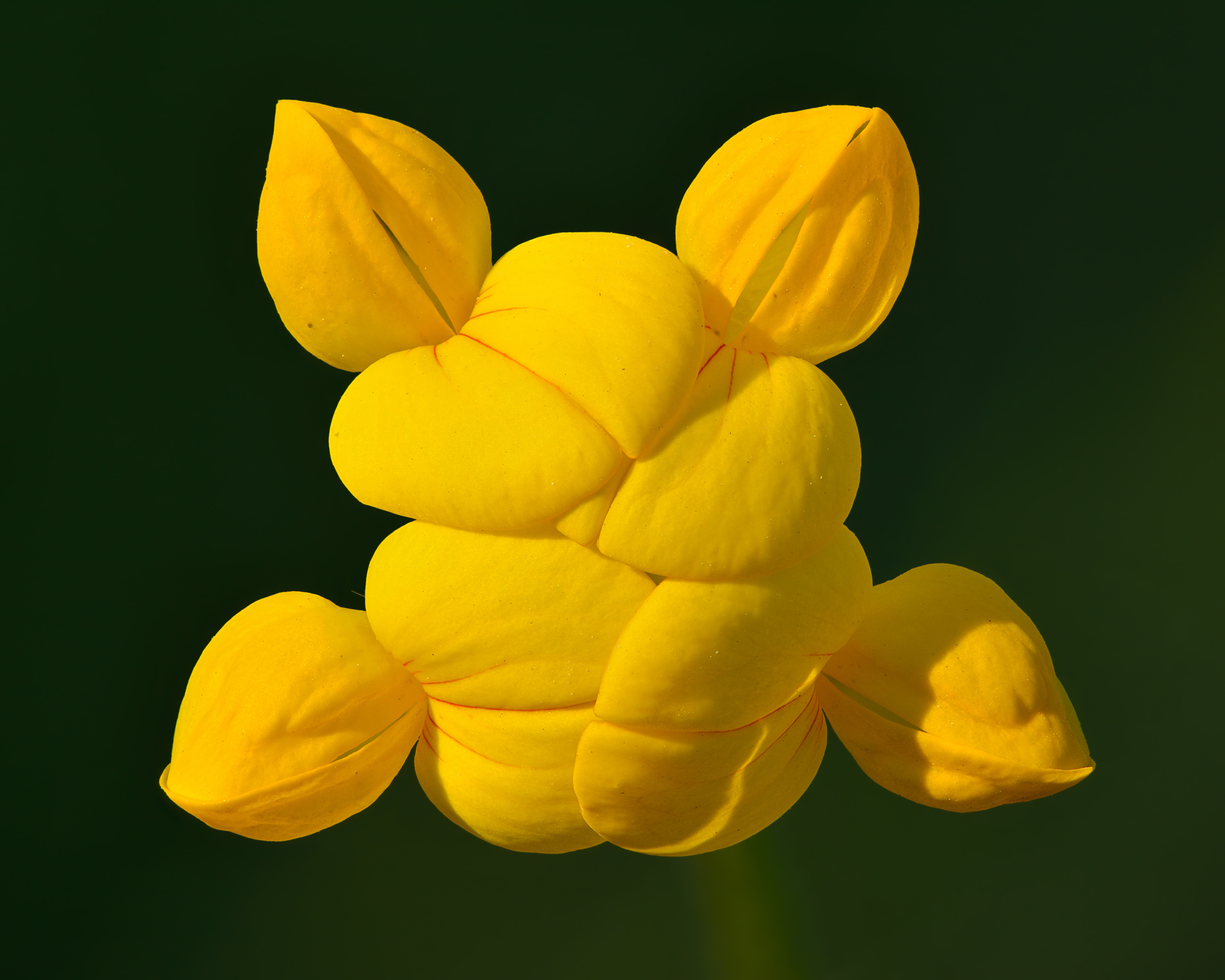
Соцветие

Многолетнее растение высотой 30—40 см, при хорошей агротехнике — 60—80 см. Стебель приподнимающийся или восходящий, иногда лежачий, образуют плотный куст. К 3—4 году жизни растений в одном кусте образуется до 180—240 побегов.
Корневая система стержневая с мощно разветвлёнными боковыми корнями. Проникает на глубину до 1,5 м. Корневая шейка обычно залегает на глубине 1,5—2 см.
Листья очерёдные, черешковые, тройчатые с выраженными прилистниками.
Прилистники заострённые, листочки до 15 мм длиной, яйцевидные.
Соцветия зонтичные, пятицветковые. Цветки до 15 мм длиной, жёлтые. Чашечка слабоопушённая или голая.
Плод — многосемянный удлиненный боб, до 25 мм длиной, растрескивающийся при созревании. Семена темно-коричневые, мелкие, округлые. Масса 1000 семян 1,1—1,4 г. Цветёт с конца весны до поздней осени.

## Распространение и экология

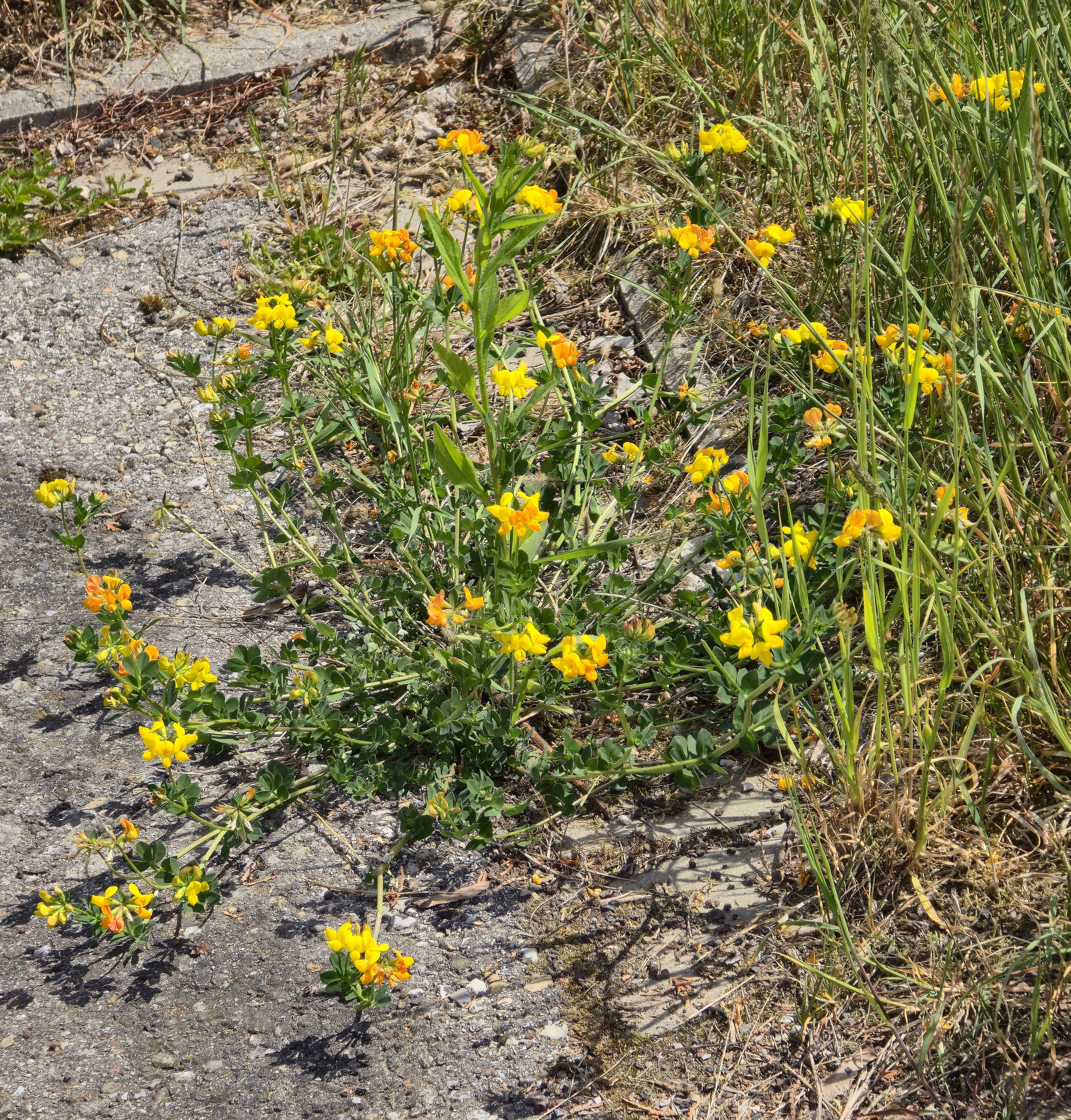
Цветущий лядвенец рогатый в Германии

Распространён в Северной и Средней Европе, Западном и Восточном Средиземноморье, Иране, Балканском полуострове и Малой Азии, Индии, занесён в Австралию.
Размножается семенами и зелёными черенками. Всхожесть семян сохраняется 4—5 лет. В поле хорошо прорастают при температуре 6—8 °С, быстро при 10 °С. При весеннем посеве всходы появляются через 10—12 дней, при летнем через 5—6 дней. Массовое цветение наступает через 2 месяца, плоды созревают через 3 месяца после отрастания.
Наилучшего развития достигает на достаточно увлажнённых почвах. При этом хорошо переносит засуху в начальных фазах вегетации. Хорошо переносит колебания грунтовых вод. Может выносить затопление 35—50 дней.
К почвам не требователен. Хорошо растёт на чернозёмах, подзолах, песчаных и суглинистых почвах. Выносит засоленность почвы. На бедных почвах развивается и даёт урожаи больше чем другие бобовые. Зимостойкое и ветровыносливое растение. Может высеваться рано весной или осенью. Хорошо укоренившиеся всходы при снежном покрове отлично выдерживают морозы.

## Химический состав
В зелёной массе содержится 44—72 мг % каротина и от 123 до 130 мг % аскорбиновой кислоты. Зола содержит 1,170 % кальция и 0,455 % магния.
| Фаза     | Воды (в %) | От абсолютного сухого вещества в % | От абсолютного сухого вещества в % | От абсолютного сухого вещества в % | От абсолютного сухого вещества в % | От абсолютного сухого вещества в % | Источник и район                 |
| Фаза     | Воды (в %) | золы                               | протеина                           | жира                               | клетчатки                          | БЭВ                                | Источник и район                 |
| -------- | ---------- | ---------------------------------- | ---------------------------------- | ---------------------------------- | ---------------------------------- | ---------------------------------- | -------------------------------- |
| —        | 64,4       | 10,9                               | 18,3                               | 3,9                                | 21,9                               | 45,0                               | Попов и др., 1944                |
| —        | 14,6       | 8,0                                | 14,6                               | 3,5                                | 27,6                               | 46,3                               | Михеев, 1935, Северный Кавказ    |
| Цветения | 10,7       | 8,7                                | 22,3                               | 3,6                                | 27,9                               | 37,5                               | Котов, 1935, Харьковская область |
| Цветения | 9,4        | 5,5                                | 14,5                               | 3,4                                | 39,4                               | 37,2                               | Котов, 1935, Донбасс             |
| —        | —          | 11,2                               | 16,9                               | 1,5                                | 24,1                               | 46,3                               | Грецов, 1932                     |

Переваримость протеина в зелёной массе 72 %, жира 55 %, клетчатки 65 %, БЭВ 72 %. В 100 кг травы содержится 23,4 кормовых единиц и 3,8 кг перевариваемого белка.

## Значение и применение
В качестве кормовой культуры заготавливается на сено, используется как зелёный корм или на пастбищах. Ценится как высококачественный зелёный корм, богатый углеводами, и как самая долговечная культура для лугов на всех почвах. Сено по питательной ценности превосходит сено клевера, по качеству — уступает. Содержание белка в сухой массе достигает 22 %. Может использоваться как альтернатива люцерне на бедных почвах.
Растение ярового типа. Полную продуктивность демонстрирует со второго года жизни. В культуре держится до 10 лет. Урожай сена от 2 до 5 ц/га. В благоприятных условиях урожай сена доходит до 40 ц/га, в среднем 20—30 ц/га. На черноморском побережье возможно получение 4 укосов и урожая зелёной массы до 300 ц/га.
В фазе цветения не поедается крупным рогатым скотом из-за содержании в цветоносных побегах горького красящего вещества. В нецветущем состоянии поедается всеми видами сельскохозяйственных животных. Хорошо поедается в сене и силосе. Регулярное поедание коровами увеличивает удои, придаёт молоку приятный вкус, а маслу жёлтую окраску.
В Российский Государственный реестр селекционных достижений, допущенных к использованию в 2021 году, включен лядвенец рогатый с 8 районированными на всей территории России сортами, из них 1 новый и 2 охраняемых.
Медоносные пчёлы охотно собирают нектар с цветков лядвенца рогатого. Мёдопродуктивность — до 15 кг с гектара сплошных посевов, юге Приморья Дальнего Востока до 30 кг/га. В Нижнем Поволжье продуктивность сахара 100 цветками составляет 12—13 мг, в пересчете на сплошной травостой 10—12 кг/га, в Белоруссии 30 кг/га. По другим данным в первый год жизни только 45 % растений достигают фазы цветения и выделяют около 26 кг/га, на второй год — до 60 кг/га. 100 цветков выделяют 76 мг ярко-жёлтой пыльцы, а всё растение за период цветения образует до 133 мг пыльцы. В байрачном лесу продуктивность лядвенца 0,59 кг/га, а в различный ассоциациях пойменного луга 0,83—1,11 кг\га пыльцы. Пыльца жёлтая, мелкая. В зависимости от погодных условий отмечено неравномерное посещение пчелами цветков этого растения.

## Классификация

### Таксономия
Lotus corniculatus L., 1753, Sp. Pl.: 775
Вид Лядвенец рогатый относится к роду Лядвенец (Lotus) подсемейства Мотыльковые (Papilionoideae) семейства Бобовые (Fabaceae) порядка Бобовоцветные (Fabales). Таксономическая схема в соответствии с Системой APG IV по состоянию на декабрь 2023 года:
|  |                                      |  |                                   |                                   |                   |  | ещё 3 семейства | ещё 3 семейства   |                          |  |  |  | еще 523 рода                                                    | еще 523 рода     |  |  |
|  |                                      |  |                                   |                                   |                   |  | ещё 3 семейства | ещё 3 семейства   |                          |  |  |  | еще 523 рода                                                    | еще 523 рода     |  |  |
|  |                                      |  |                                   | порядок Бобовоцветные             |                   |  |                 |                   | подсемейство Мотыльковые |  |  |  |                                                                 | Лядвенец рогатый |  |  |
|  |                                      |  |                                   | порядок Бобовоцветные             |                   |  |                 |                   | подсемейство Мотыльковые |  |  |  |                                                                 | Лядвенец рогатый |  |  |
|  | отдел Цветковые, или Покрытосеменные |  |                                   |                                   | семейство Бобовые |  |                 |                   | род Лядвенец             |  |  |  |                                                                 |                  |  |  |
|  | отдел Цветковые, или Покрытосеменные |  |                                   |                                   |                   |  |                 |                   |                          |  |  |  |                                                                 |                  |  |  |
|  |                                      |  | ещё 63 порядка цветковых растений | ещё 63 порядка цветковых растений |                   |  |                 | еще 5 подсемейств | еще 5 подсемейств        |  |  |  | еще 149 подтвержденных видов и 34 вида, ожидающих подтверждения |                  |  |  |
|  |                                      |  |                                   | ещё 63 порядка цветковых растений |                   |  |                 |                   | еще 5 подсемейств        |  |  |  |                                                                 |                  |  |  |

### Внутривидовые таксоны
- Lotus corniculatus subsp. afghanicus Chrtková
- Lotus corniculatus subsp. corniculatus
  - syn Lotus ambiguus — Лядвенец сомнительный
  - syn Lotus callunetorum — Лядвенец верещатниковый
  - syn Lotus komarovii — Лядвенец Комарова
  - syn Lotus ruprechtii — Лядвенец Рупрехта
- Lotus corniculatus subsp. delortii (Timb.-Lagr.) O.Bolòs & Vigo
- Lotus corniculatus subsp. delortii (Timb.-Lagr.) Nyman
- Lotus corniculatus subsp. fruticosus Chrtková
- Lotus corniculatus subsp. preslii (Ten.) P.Fourn.
- Lotus corniculatus var. uliginosus (Schkuhr) Fiori

### Синонимы
- Lotus caucasicus Kuprian.
- Lotus ciliatus sensu Schur
- Lotus corniculatus subsp. minor Ehrh.
- Lotus corniculatus var. corniculatus
- Lotus corniculatus var. crassifolia Fr.
- Lotus corniculatus var. ericetorum H.Post
- Lotus corniculatus var. maritimus Rupr.